# Problema di Scunthorpe

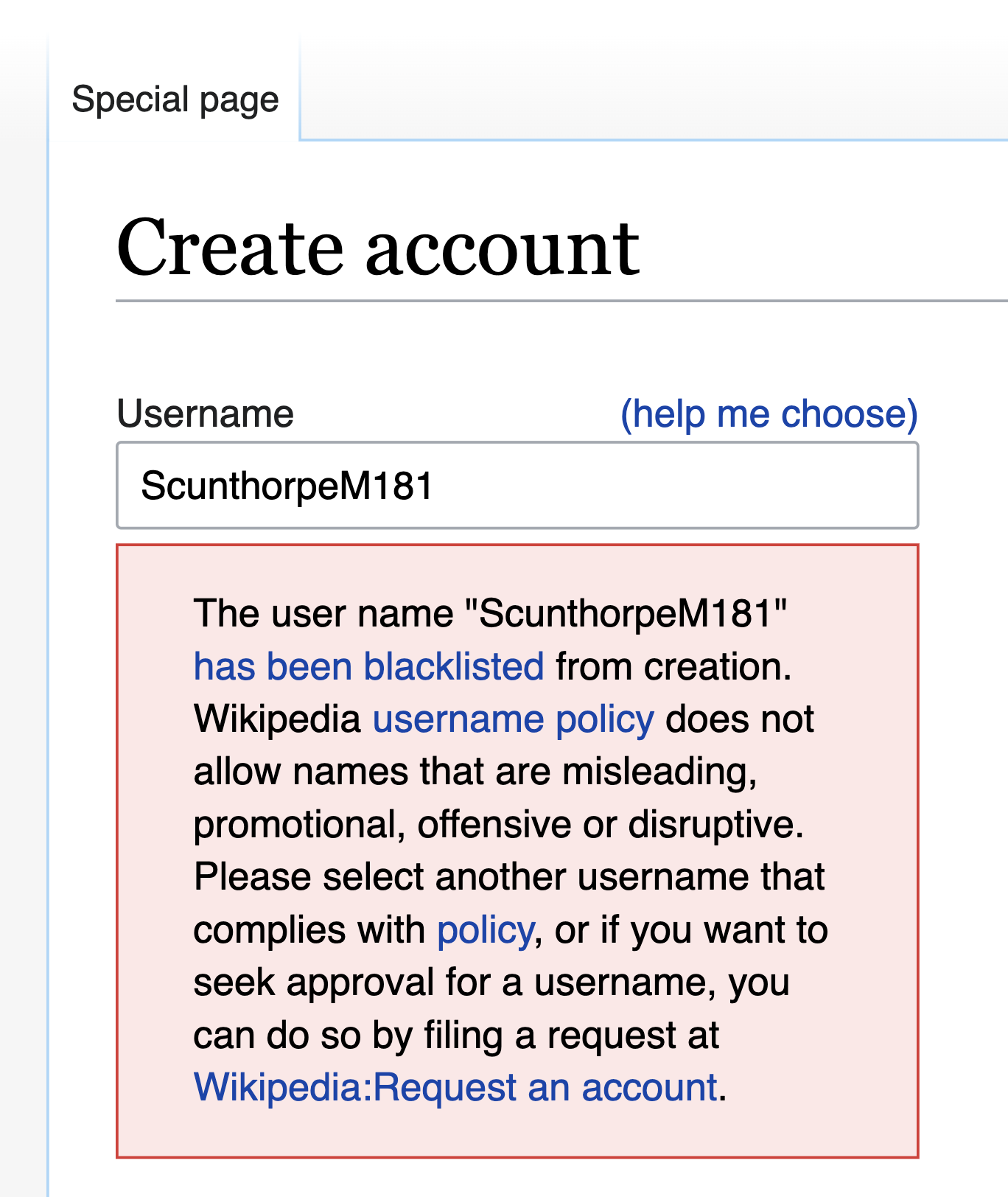
Screenshot di Wikipedia che mostra il problema di Scunthorpe

Il problema di Scunthorpe è la censura di e-mail, messaggi su forum o risultati di ricerca effettuata da filtri antispam o motori di ricerca a causa della presenza di porzioni di testo che sembrano avere un significato osceno o comunque inaccettabile.
Il problema sorge poiché il computer identifica stringhe di testo all'interno di un documento che, a causa delle regole di blocco generali, possono causare falsi positivi che determinano la censura di frasi innocue. 
Questo nasce dal fatto che l'analisi di parole come nomi, abbreviazioni o termini tecnici, richiede una notevole capacità di interpretare un'ampia gamma di contesti, possibilmente attraverso molte culture, il che è un compito estremamente difficile.

## Storia e origine
Il problema è stato nominato a seguito di un incidente nel 1996 nel quale il filtro di volgarità di AOL ha impedito ai residenti della cittadina di Scunthorpe, nel North Lincolnshire, Inghilterra di creare account di AOL, contenendo il nome della cittadina la sottostringa Cunt ("figa", in italiano). L'anno successivo, il filtro di Google ha apparentemente commesso lo stesso errore, impedendo ai residenti di cercare imprese locali che contenevano Scunthorpe nel loro nome.

## Esempi
Altri esempi di errata censura per oscenità includono:

### Nomi di domini web e indirizzi e-mail rifiutati
- Nell'aprile 1998, Jeff Gold ha tentato di registrare il dominio web shitakemushrooms.com ma ciò gli è stato impedito da un filtro dell'InterNIC che proibiva le "sette parole volgari", attivato nel 1996 e controllato dall'ICANN; "shitake", tuttavia è il nome che deriva dal giapponese del fungo commestibile Lentinula edodes.
- Nel 2000, una notizia riportata dalla televisioni canadese riguardante i filtri di contenuti su internet ha scoperto che il sito della Comunità urbana di Montreal (Communauté Urbaine de Montréal, in francese) è stato interamente bloccato perché il suo dominio web era l'acronimo francese "CUM" (www.cum.qc.ca); in inglese "cum", tra gli altri significati, è lo slang per indicare lo sperma.
- Nel febbraio 2004, in Scozia, il signor Craig Cockburn ha sostenuto di non aver potuto usare il suo cognome (che si pronuncia "Coburn") con Hotmail. Separatamente ha avuto problemi con la posta elettronica sul posto di lavoro a causa del nome del farmaco cialis, che è spesso stato l'oggetto usato su spam o e-mail truffa. Gli è stato detto da Hotmail di compitare il suo nome "C0ckburn" (con uno zero al posto della lettera "o"); Hotmail ha successivamente rimosso il divieto.[3] Nel 2010, il signor Cockburn ha avuto un simile problema registrandosi sul sito della BBC, dove ancora una volta i primi quattro caratteri del suo cognome hanno causato un problema per il filtro dei contenuti.[4]
- Nel febbraio del 2006, alla signora Linda Callahan, una residente di Ashfield, in Massachusetts, è stata vietata la registrazione del suo nome sul sito Yahoo! come indirizzo e-mail perché contiene la sottostringa Allah; successivamente Yahoo! ha rimosso il divieto.[5]
- Nel luglio 2008, il dottor Herman I. Libshitz era inizialmente impossibilitato a ottenere l'indirizzo e-mail Verizon desiderato in quanto il cognome contiene la sottostringa Shit ("merda", in italiano). Un portavoce ha commentato: "Come regola generale (fin dal 2005) Verizon non permette l'utilizzo di un linguaggio discutibile negli indirizzi e-mail, ma possiamo, e facciamo, eccezioni basate su richieste ragionevoli. Le richieste del dottore e della signora Libshitz sono certamente ragionevoli e ci scusiamo per l'inconveniente e la frustrazioni causate".[6]

### Ricerche web bloccate
- Nei mesi precedenti al gennaio 1996, alcune ricerche web riguardanti il Super Bowl XXX sono state censurate perché il numero romano della partita e i siti sono (XXX) è anche utilizzato per identificare la pornografia.[7]
- Il filtro per il servizio wi-fi gratuito della cittadina di Whakatane, in Nuova Zelanda, ha bloccato le ricerche riguardanti il nome della cittadina stessa perché l'algoritmo fonetico usato dal filtro riteneva il suono "whak" suonasse come fuck (il nome della città è in māori e in questa lingua "wh" è più comunemente pronunciato "f").[8]
- Gareth Roelofse ha riportato, nel 2004: "Abbiamo trovato che molte postazioni internet di biblioteche, molte reti internet delle scuole e molti internet café bloccano la parola Sex ("sesso", in italiano): questa è una sfida per RomansInSussex.co.uk perché il pubblico a cui il sito è indirizzato sono i bambini in età scolastica".[2]
- Nel luglio del 2011, ricerche web in Cina sul nome Jiang sono state bloccate a seguito di affermazioni sul sito di microblogging Sina Weibo riguardo alla morte del precedente presidente Jiang Zemin. Siccome, in cinese, la parola Jiang col significato di "fiume" si scrive con il medesimo carattere cinese, anche ricerche riguardanti i fiumi, incluso il fiume Azzurro (Chang Jiang), produceva come risultato il messaggio: "Secondo le pertinenti leggi, regolamenti e politica, i risultati di questa ricerca non possono essere mostrati".[9]

### E-mail bloccate
- Nel 2001, Yahoo! Mail ha erroneamente cambiato parole, incluso medireview al posto di medieval ("medioevo" in italiano); quell'anno Yahoo! ha introdotto un sistema di filtraggio delle e-mail che automaticamente rimpiazzavano stringhe legate a JavaScript con versioni alternative, in modo da prevenire virus di JavaScript nelle HTML e-mail. Il filtro avrebbe tratteggiato i termini "JavaScript", "Jscript", "Vbscript" e "Livescript", e rimpiazzato i termini "eval", "mocha" ed "expression" con termini simili, benché non pienamente sinonimi ("review", "espresso" e "statement", rispettivamente).[10][11][12]
- Nell'ottobre 2004, è stato riportato che l'Horniman Museum era impossibilitato a ricevere alcune e-mail in quanto i filtri erroneamente decidevano che il nome del museo era una versione delle parole horny man ("uomo arrapato", in italiano).[13]
- Alcuni problemi possono riguardare anche le parole socialism, socialist e specialist (rispettivamente "socialismo", "socialista" e specialista in italiano) perché contengono la sottostringa cialis, il nome commerciale del medicinale per disfunzioni erettili comunemente pubblicizzato in email di spam; la censura del termine specialist è responsabile del blocco di alcune email contenenti lettere di presentazione e curricula e altri materiali includenti descrizioni lavorative.
- Nel febbraio 2003, i membri della Camera dei comuni del Parlamento britannico hanno scoperto che un filtro anti-spam bloccava le e-mail di cui erano destinatari; il filtro bloccava le e-mail contenenti riferimenti al Sexual Offences Bill, allora in discussione, e alcuni documenti in consultazione sulla censura. Bloccava, inoltre, e-mail scritte in lingua gaelica perché non riconosceva la lingua.
- Le e-mail destinate ai residenti della cittadina di Penistone, nel South Yorkshire; stessa sorte per i residenti del villaggio di Lightwater nel Surrey, in quanto contenente la sottostringa twat ("idiota", in italiano), e di Clitheroe nel Lancashire, in quanto contenente la sottostringa clit, che tra gli altri significati, è l'abbreviativo di "clitoride".

#### E-mail bloccate a causa di termini con più significati
- Nel maggio 2006, Ray Kennedy di Manchester ha scoperto che le e-mail che aveva scritto al proprio consiglio locale per lamentarsi riguardo a delle licenze edilizie sono state bloccate perché contenevano il termine erection ("erezione", in italiano) anche se in riferimento a edifici.[14]
- Nell'ottobre 2004, le e-mail che pubblicizzavano il pantomimo Dick Whittington spedita da un'insegnante da Norwich sono state bloccate dai computer scolastici a causa dell'utilizzo del termine dick ("cazzo", in italiano), che è lo slang per il termine "pene".[15]
- Per indicare una laurea degna di lode nel Regno Unito si usa l'espressione latina volgare magna cum laude; tuttavia nelle lettere di presentazioni questa espressione viene bloccata come spam perché i filtri includevano il termine cum, che in latino significa "con" ma in inglese è lo slang per indicare lo sperma.[16]
- Un consigliere di Dudley ha scoperto che una sua e-mail è stata segnalata per profanità dal security software del suo consiglio dopo aver menzionato i faggot, piatto tipico del Black County. Tuttavia, faggot, in inglese americano, è un termine dispregiativo indicante un omosessuale, traducibile con "frocio".[17]
- Nel 2007, la Royal Society for the Protection of Birds ha bloccato i termini ornitologici quali cock (indicante un uccello maschio, ma anche il dispregiativo per "pene"), tit (che in inglese significa "cincia", ma è dispregiativamente usato per indicare il seno femminile), shag (che in inglese è il "marangone dal ciuffo", ma dispregiativamente è traducibile con il termine "scopare") e booby (che in inglese è la "sula", ma è dispregiativamente traducibile con il termine "tetta") dai propri forum.[18]

### Articoli giornalistici danneggiati
- Nel giugno del 2008, un sito di notizie guidato dall'American Family Association ha filtrato un articolo del Associated Press riguardo al corridore Tyson Gay, rimpiazzando il termine gay con homosexual ("omosessuale", in inglese), rendendo, così, il nome "Tyson Homosexual".[19]
- Il termine ass ("culo", in italiano) può essere sostituito dal meno volgare butt, risultando in parole quali clbuttic anziché classic ("classico", in italiano) e buttbuttinate anziché assassinate ("assassinato")..[20]
- Nel dicembre 2011, è stato riportato che il software usato da Virgin Media ha filtrato alcune parole tra cui Arsenal (perché contiene la sottostringa arse, cioè "culo" in italiano) e canal (in italiano "canale", perché contiene anal, traducibile con "anale")..[21]

### Pagine bloccate
- Nel gennaio 2014, i file usati nel gioco online League of Legends sono state riportate di essere bloccati da filtri UK ISP a causa dei nomi VarusExpirationTimer.luaobj e XerathMageChainsExtended.luaobj perché contengono le lettere usate nella parola sex ("sesso", in italiano).[22]